# Bani Zajd
Bani Zajd (arab. ‏بني زيد‎, Banī Zayd) – miasto w Palestynie, w muhafazie Ramallah i Al-Bira. Według danych szacunkowych Palestyńskiego Centralnego Biura Statystycznego w 2016 roku miejscowość liczyła 7058 mieszkańców.